# Tocuyito
Tocuyito é uma cidade venezuelana, capital do município de Libertador.